# Лижма (деревня, Кондопожский район)
Ли́жма (карел. Ližmi) — деревня в составе Кедрозерского сельского поселения Кондопожского района Республики Карелия Российской Федерации.

## Общие сведения
Расположена на берегу Малой лижемской губы в северной части Онежского озера.
В деревне сохраняется здание церкви Николая Чудотворца (не действует).

## История
По состоянию на 1873 год в селе Лижма располагались православная церковь, сельское управление, сельское и приходское училища, почтовая станция, лесопильный завод, мельница, кузница.

## Население
В 1873 году в селе Лижма Петрозаводского уезда («при губе оз. Онеги и р. Лижма») насчитывалось 48 дворов, 138 мужчин, 180 женщин.

В 1905 году в Лижме, входящей в Лижемское общество Кондопожской волости Петрозаводского уезда, насчитывалось 79 семей в 432 человека.

По данным Всероссийской переписи населения 2002 года население деревни составляли 47 человек, численно преобладающая национальность деревни Лижма — русские (90 %).
| 2002 | 2009 | 2010 | 2013 |
| ---- | ---- | ---- | ---- |
| 47   | ↘39  | ↗52  | ↘42  |

## Уроженцы
В деревне родился архиепископ Венедикт (1872—1937).

## Интересные факты
Крестьянин деревни Лижма Павел Селышев, герой Первой мировой войны, подпрапорщик, был награждён военными орденами Святого Георгия 2-й, 3-й и 4-й степени.